# Cathédrale de l'Assomption-de-Marie de Gurk
La cathédrale de l’Assomption-de-Marie de Gurk est une ancienne cathédrale située dans la commune de Gurk, dans le land de Carinthie, en Autriche. L’édifice de style roman a été construit entre 1140 et 1200 à l’emplacement du monastère fondée au milieu du XIe siècle, qui est reconstruit simultanément. Ce monastère roman est rasé au XVIIe siècle ; entretemps, la cathédrale a été progressivement dotée de voûtes d’ogives entre 1446 et 1591. De sa construction à 1788, elle est le siège du diocèse de Gurk. Celui-ci est toutefois déplacé à cette date à Klagenfurt et, bien que la cathédrale de Gurk conserve le titre de cocathédrale, elle sert essentiellement d’église paroissiale à partir de ce moment.